# Who Needs Guitars Anyway?
Who Needs Guitars Anyway? è il primo album in studio del gruppo musicale olandese Alice DeeJay, pubblicato il 28 marzo 2000 dalla Republic Records e dalla Universal Records.
L'album è stato anticipato dai singoli Better Off Alone e Back in My Life.

## Tracce
1. Back in My Life – 3:30
2. Better Off Alone – 3:36
3. Celebrate Our Love – 3:26
4. The Lonely One – 3:19
5. Who Needs Guitars Anyway? – 4:17
6. Will I Ever – 3:28
7. Elements of Life – 3:34
8. Fairytales – 4:15
9. Waiting for Your Love – 3:45
10. No More Lies – 3:36
11. I Can See (See It in Your Eyes) – 3:45
12. Everything Begins with an E – 4:19
13. Got to Get Away – 3:41
14. Alice Deejay – 3:58

## Classifiche
| Classifica (2000) | Posizione massima |
| ----------------- | ----------------- |
| Finlandia         | 7                 |
| Francia           | 45                |
| Germania          | 28                |
| Irlanda           | 8                 |
| Norvegia          | 14                |
| Paesi Bassi       | 27                |
| Regno Unito       | 8                 |
| Stati Uniti       | 76                |
| Svezia            | 24                |
| Svizzera          | 12                |